# Sportovní lezení na Světových hrách 2009
Sportovní lezení bylo na Světových hrách v roce 2009 podruhé, sportovní lezci závodili 18.-19. července v tchajwanském Kao-siungu, celé hry probíhaly 16.-26. července.
anglicky: The World Games 2009 - sport climbing (lead, speed)
40 závodníků z 15 zemí závodilo v lezení na obtížnost a v lezení na rychlost, udělovalo se 12 medailí.

## Organizátoři
| Světové hry      | Mezinárodní asociace Světových her      | IWGA |
| Světové hry      | Chinese Taipei Olympic Committee        | CTOC |
| Sportovní lezení | Mezinárodní federace sportovního lezení | IFSC |
| Sportovní lezení | Chinese Taipei Alpine Association       | CTAA |

## Výsledky mužů a žen
| obtížnost                 | obtížnost              | rychlost                  | rychlost            |
| ------------------------- | ---------------------- | ------------------------- | ------------------- |
| muži                      | ženy                   | muži                      | ženy                |
| 1. Sači Amma              | 1. Maja Vidmar         | 1. Čung Čchi-sin          | 1. Che Cchuej-lien  |
| 2. Patxi Usobiaga Lakunza | 2. Kim Ča-in           | 2. Jevgenij Vajcechovskij | 2. Che Cchuej-fang  |
| 3. Romain Desgranges      | 3. Caroline Ciavaldini | 3. Maxim Stěnkovyj        | 3. Olga Morozkinová |
|                           |                        |                           |                     |
| 4.                        | 4.                     | 4.                        | 4.                  |
| 5.                        | 5.                     | 5.                        | 5.                  |
| 6.                        | 6.                     | 6.                        | 6.                  |
| 7.                        | 7.                     | 7.                        | 7.                  |
| 8.                        | 8.                     | 8.                        | 8.                  |
| 9.                        | 9.                     | 9.                        | 9.                  |
| —                         | 10.                    | —                         | 10.                 |
| —                         | —                      | —                         | 11.                 |
| 8 finalistů               | 8 finalistek           | 8/4 finalistů             | 8/4 finalistek      |
| 9 mužů                    | 10 žen                 | 9 mužů                    | 11 žen              |